# اچ‌ام‌اس پروهام (ام۲۷۸۲)
اچ‌ام‌اس پروهام (ام۲۷۸۲) (به انگلیسی: HMS Popham (M2782)) یک کشتی بود. این کشتی در سال ۱۹۵۵ ساخته شد.